# Lupfen (Kartenspiel)

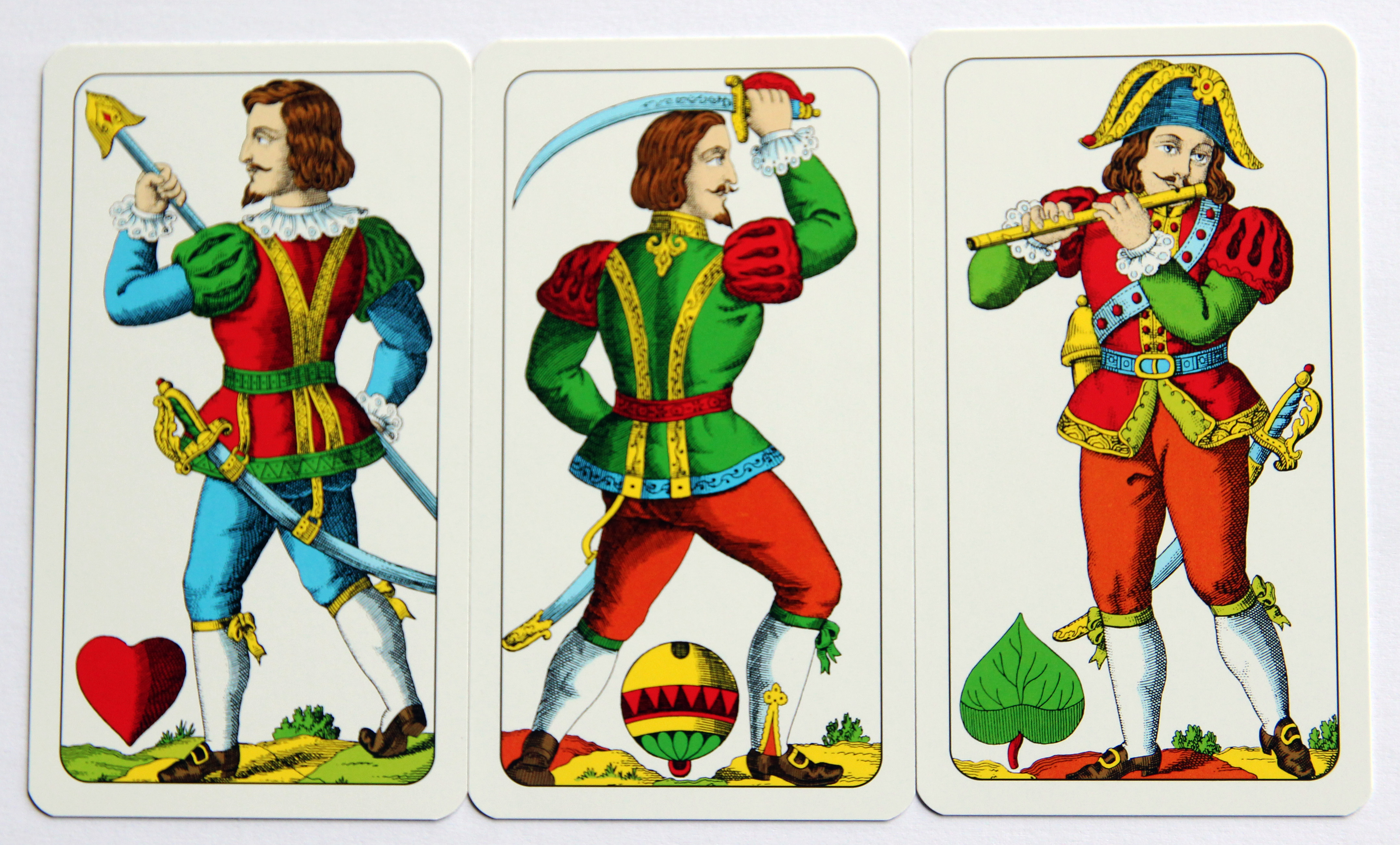
Drei Unter - unschlagbar!

Lupfen ist ein Kartenspiel für 3–6 Spieler (am besten vier), das vor allem in Vorarlberg und im Allgäu, aber auch in Bayern und Liechtenstein, und meist um Geld gespielt wird. Die Regeln variieren je nach Region leicht in ihren Details, die Grundregeln sind jedoch in jeder Variation gleich. Das erste internationale Lupfen-Turnier fand 1974 in Öflingen im südlichen Baden-Württemberg statt.

## Geschichte
Das Spiel ähnelt in vielen Zügen dem bereits im 19. Jahrhundert bekannten Spiel Tippen, das in Meyers Lexikon von 1905 folgendermaßen beschrieben wird: Tippen (Dreiblatt, Zwicken), ein in Deutschland sehr verbreitetes Kartenglücksspiel. Man spielt es unter 3–6 Personen mit 32, bei noch mehr Teilnehmern mit 52 Blättern. Der Kartengeber setzt 3 Marken Stamm, gibt jedem Spieler 3 Blätter zu 1 und wirft dann ein Trumpfblatt auf. Steht nur der Stamm, so müssen alle Spieler »mitgehen«, und wer keinen Stich bekommt, zahlt Bête (was im Pot steht). Sobald Bête steht, darf der Spieler, der auf einen Stich nicht rechnet, passen; hat jemand aber gute Karten, so sagt er: »Ich gehe mit« oder »tippt« mit dem Finger auf den Tisch. Für jeden Stich erhält man den dritten Teil des stehenden Satzes. Man muß Farbe bedienen oder trumpfen. Die Hauptunterschiede sind, dass Tippen meistens mit 32 Blatt und ohne Sonderkombinationen gespielt wurde; dagegen wird Lupfen mit nur 20 Blatt und lupfen gespielt; außerdem gibt es besondere Kartenkombinationen, mit denen man gewinnen oder vorwerfen kann.

## Regeln
Es wird gewöhnlich mit einem einfachen deutschen (bzw. bayrischen) Blatt (Eichel, Schippen, Schellen, Herz) gespielt, von dem nur Ass, 10, König, Ober und Unter (so auch die Reihenfolge der Kartenwerte) verwendet werden – insgesamt also 20 Karten. Die Karten werden gemischt und jeder Spieler erhält der Reihe nach immer eine Karte, bis jeder Spieler 3 Karten auf der Hand hat.

### Pflichtrunde
Die erste Runde (entweder zu Beginn des Spiels oder wenn der Pott (die Kasse) geleert wurde) ist immer eine Pflichtrunde, d. h. alle Spieler müssen mitspielen. Jeder Spieler legt einen vorher vereinbarten Grundeinsatz in den sogenannten „Pott“ – ein Behältnis, das in die Mitte des Tisches gestellt wird.
Die oberste Karte des verbleibenden Stapels wird aufgedeckt und zeigt die Trumpf-Farbe.
Der Spieler zur Linken des Kartengebers kommt heraus. Es gilt die Regel, dass die erste gespielte Farbe angegeben werden muss. Hat der Spieler keine Karte dieser Farbe auf der Hand, so MUSS er einen Trumpf legen. Hat er auch keinen Trumpf, so legt er für gewöhnlich seine niedrigste Karte ab, da ein Stich ohne Angabe der Farbe oder einen Trumpf nicht möglich ist.
Ist die Pflichtrunde ausgespielt, werden die Stiche geprüft. Jeder Spieler, der keinen Stich gemacht hat, hat den Inhalt des Potts zu bezahlen (er legt das Geld in den Pott). Sollte jeder Spieler einen Stich gemacht haben (nur möglich bei 3 Spielern), wird erneut eine Pflichtrunde gespielt. Dies wird solange wiederholt, bis mindestens 1 Spieler keinen Stich macht.

### Lupfen
In dieser Runde wird nach dem Austeilen der Karten die oberste Karte des Stapels nicht aufgedeckt, sondern die Spieler entscheiden nun der Reihe nach, ob sie das tun möchten. Hat ein Spieler gute Karten auf der Hand und glaubt, mit diesen einen oder mehrere Stiche machen zu können, deckt er die oberste Karte des Stapels auf (er „lupft“). Die aufgedeckte Karte ist wiederum Trumpf.
Alle weiteren Spieler entscheiden nun, ob sie sich der Herausforderung stellen und mitspielen. Dies gibt der Spieler bekannt, in dem er „mit!“ ruft.

### Ausspiel
Der Spieler, der „gelupft“ hat, und die Spieler die „mit!“ gerufen haben, spielen nun um den Pott. Dabei erhält man pro Stich ein Drittel des Potts (3 Karten → 3 mögliche Stiche). Wenn ein Spieler aufgedeckt oder mitgespielt, jedoch keinen Stich gemacht hat, so muss er wie in der Pflichtrunde den Inhalt des Potts bezahlen. Die Ausspielrunde wird so lange wiederholt, bis der Pott leer ist.
Beispiel 1:
- Spieler A hat gelupft (aufgedeckt)
- Spieler B und C gehen mit.
- Spieler A macht 1 Stich, Spieler B macht 2 Stiche, Spieler C macht keinen Stich
→ Spieler A bekommt 1 Drittel des Potts, Spieler B bekommt 2 Drittel und Spieler C muss den Inhalt des Potts bezahlen (der Inhalt des Potts bleibt also erhalten)
Beispiel 2:
- Spieler B hat gelupft und macht alle 3 Stiche
- Spieler A und C machen folglich beide keinen Stich
→ Spieler B bekommt den ganzen Pott, Spieler A und C zahlen beide (!) den Inhalt des Potts (der Pott hat sich nach dieser Runde also verdoppelt)
Dies wird so lange wiederholt, bis der Pott ganz aufgeteilt wurde (d. h. jeder Teilnehmer der Runde einen Stich gemacht hat oder ein Spieler gelupft hat und kein anderer Spieler mitgeht). Das Spielende ist nach Vereinbarung der Mitspieler variabel.

## Besondere Kartenkombinationen
Beim Lupfen gibt es zusätzlich noch besondere Kartenkombinationen:

### 3 Unter
Hat ein Spieler 3 Unter (Buben) auf der Hand, hat er automatisch gewonnen, falls es zum Spiel kommt.
In einer Pflichtrunde würde dies bedeuten, dass alle anderen Spieler den Pott zahlen müssen.
In einer Ausspielrunde deckt er mit diesem Blatt auf und wartet ab, wer von den anderen Spielern mitgeht. Jeder Spieler der mitgeht, muss dann natürlich den Pott zahlen, da 3 Unter nicht zu schlagen sind.

### „Verworfen“
Hat ein Spieler 2 Unter (Buben) und 1 Ober (Dame) – also das schlechteste mögliche Blatt – so kann er die Runde vorzeitig beenden, in dem er „Verworfen“ ruft.
In einer Pflichtrunde werden die Karten dann neu gemischt, und es wird von vorne begonnen – ohne dass ein Spieler etwas bezahlen muss.
In einer Ausspielrunde kann „Verworfen“ so lange zurückgehalten werden, bis es zum Spiel kommen würde. D.h. ein Spieler mit „Verworfen“ kann also „lupfen“ und warten, ob jemand mitgeht. Geht niemand mit, bekommt er den Pott. Nimmt ein anderer Spieler die Herausforderung an, so wird das „Verworfen“-Blatt gezeigt, und die Runde wird wiederholt.

### „Ständer“
Ein Ständer bedeutet, dass ein Spieler 3 Karten derselben Farbe auf der Hand hat. Dies ist sofort nach Erhalt der dritten Karte durch ein Klopfen auf dem Tisch anzudeuten.

## Varianten
- Gebühr fürs Kartengeben: Es kann vor dem Spiel vereinbart werden, ob der Kartengeber vor dem Austeilen der Karten zusätzlich einen Betrag in den Pott zu entrichten hat. Gewöhnlich ist der Betrag fürs Mischen = dem Grundeinsatz. Es kann auch jeder beliebige andere Betrag festgelegt werden, jedoch muss der gewählte Betrag durch 3 teilbar sein.
- Schieben: Wird mit einer Gebühr fürs Kartengeben gespielt, steht es dem Kartengeber frei, ob er mischen und geben möchte oder ob er nach Bezahlen der Gebühr an den nächsten Spieler weitergibt. Dies kann beliebig oft wiederholt werden. Der Pott steigert sich also jede Runde um die Gebühr fürs Kartengeben, d. h. in der Ausspielrunde ist der Betrag, um den es geht, umso größer. Die Variante mit der Gebühr für den Kartengeber lässt den Pott schneller anwachsen, da sich dieser auch erhöht, wenn in einer Pflichtrunde jeder Spieler einen Stich gemacht hat
- Pflichtlupf bei zwei Assen: Hat ein Spieler zwei Asse auf der Hand, muss er lupfen
- Herz ist Pflicht: Wird Herz als Trumpf aufgedeckt, müssen alle Spieler mitgehen
- Blindlupf: Der Spieler deckt die Lupfkarte auf, ohne vorher seine eigenen Karten gesehen zu haben. Der Verlierer muss den doppelten Pott einzahlen.